# Sympathikotonie
Bei der Sympathikotonie (Synonym: Ergotropie) ist das Gleichgewicht oder Spannungsverhältnis (lat. Tonus = Spannung) zwischen Sympathikus und Parasympathikus zu Gunsten des Sympathikus verschoben. Sympathikus und Parasympathikus sind Anteile des vegetativen Nervensystems. Das Gegenteil der Sympathikotonie ist die Vagotonie (Vagotonie und Sympathikotonie wurden 1909 durch Hans Eppinger junior und Leo Hess aufgestellt).

## Physiologische Grundlagen
Das autonome Nervensystem, bestehend aus Sympathikus und Parasympathikus, reguliert unwillkürlich die wichtigsten grundlegenden Funktionen im menschlichen Körper. Insbesondere sind dies die Kreislaufregulation mit Blutdruck und Herzfrequenz, die Magen- und Darmtätigkeit, die Entleerung von Blase und Enddarm, die Schweißsekretion und sexuelle Funktionen.
Der Sympathikus aktiviert bei Einwirkung von Stressreizen alle Notfallfunktionen des Organismus, die diesen in eine erhöhte Handlungsbereitschaft versetzen: Puls und Blutdruck steigen an, der Blutglukosespiegel steigt, um eine rasch verfügbare Energiequelle zu erschließen, das Aufmerksamkeitsniveau wird gesteigert. Ist die Situation vorüber, gewinnt der Parasympathikus die Oberhand: Puls und Blutdruck verlangsamen sich, die im Blut zirkulierende Glukose sinkt wieder ab. Der Organismus ist auf Ruhe geschaltet, um Erholung für zukünftige Ereignisse zu gewährleisten.
Im weiten Schwankungsbereich des „Normalen“ oder „Gesunden“ überwiegt bei einzelnen Individuen häufig die eine oder andere Komponente. Der Sympathikotoniker befindet sich ständig auf einem leicht erhöhten Niveau der Reaktionsbereitschaft, während der Vagotoniker stärkere Reize benötigt, um die Notfallfunktionen des Sympathikus zu aktivieren. Die Eigenschaft, eher sympathikoton bzw. vagoton zu regulieren, ist konstitutionell bedingt.
Sie ist des Weiteren beeinflussbar: Regelmäßiger Ausdauersport verändert die Reaktionslage des Organismus nachhaltig in Richtung Vagotonie.
Medikamente können ebenfalls das konstitutionelle Gleichgewicht zwischen Sympathikus und Parasympathikus verändern, zumindest solange der Wirkstoff im Körper aktiv ist.

## Klinische Bezüge
Sympathikomimetika haben einen stimulierenden Effekt auf den Sympathikus. Sie werden in direkte (Adrenalin und Noradrenalin), sowie indirekte Sympathomimetika (Stoffe vom Koffein- oder Phenethylamin-Typ)  eingeteilt. Sie werden unter anderem bei Asthma, Schnupfen, zur Blutstillung, Blutdruckerhöhung oder zur Schockbehandlung eingesetzt (Adrenalin, Etilefrin).  Gegenteilig wirkt die Gruppe der Sympatholytika, also der Stoffe die den Sympathikus oder einzelne Wirkbereiche hemmen oder gänzlich unterbinden. Der Sympathikus wirkt im Körper über zwei große Gruppen von Rezeptoren, den Alpha- und den Betarezeptoren. Insbesondere letztere sind häufiger Angriffspunkt von Medikamenten, den Betablockern. Sie verringern die Aufnahmefähigkeit des Herzens gegenüber Reizen des Sympathikus und verändern damit die Reaktionslage in Richtung Vagotonie. Das ist vor allem bei Hypertonie (Bluthochdruck) und chronischer Tachykardie erwünscht.
Sympathikotonie und Vagotonie sind keine krankhaften Zustände, sondern beschreiben die gegensätzlichen Endpunkte im Regulationsbereich des vegetativen Nervensystems gesunder Individuen. Dennoch gibt es eine Reihe von Alltagsbeschwerden, die in Zusammenhang mit diesen Reaktionstypen bekannt sind. Sympathikotoniker erröten leicht, haben leicht zittrige Hände, oft schweißfeucht, schnellen Puls und sind in der Tendenz leichter erregbar.
Stellt ein hoher Sympathikotonus ein ernstes Problem dar, kann eine Sympathektomie erwogen werden, zum Beispiel bei verstärktem Schwitzen (Hyperhidrosis).